# Tim Dwight
Timothy John „Tim“ Dwight Jr. (* 13. Juli 1975 in Iowa City, Iowa) ist ein ehemaliger US-amerikanischer American-Football-Spieler auf der Position des Wide Receivers. Er spielte in seiner Karriere für die Atlanta Falcons, San Diego Chargers, New England Patriots, New York Jets und Oakland Raiders in der National Football League (NFL).

## Frühe Jahre
Dwight ging in seiner Geburtsstadt Iowa City auf die High School. Später besuchte er die University of Iowa.

## NFL

### Atlanta Falcons
Dwight wurde im NFL-Draft 1998 in der vierten Runde an 114. Stelle von den Atlanta Falcons ausgewählt. In seiner ersten Saison erreichte er den Super Bowl mit den Falcons. In diesem Spiel gelang ihm ein 94-Yard-Kick-Off-Return-Touchdown.

### San Diego Chargers
Am 20. April 2000 wurde Dwight zu den San Diego Chargers getradet. Unter anderem ermöglichte es den Falcons, nach diesem Trade Michael Vick im NFL-Draft 2000 zu sich zu holen.

### New England Patriots
Zur Saison 2005 wurde er von den New England Patriots unter Vertrag genommen.

### New York Jets
Nach der Saison unterschrieb Dwight einen Vier-Jahres-Vertrag bei den New York Jets. Er wurde jedoch nach einer Saison wieder entlassen.

### Oakland Raiders
Am 29. Oktober 2007 unterschrieb er einen Ein-Jahres-Vertrag bei den Oakland Raiders. Nach der Saison beendete er seine Karriere im Profi-Football.